# الابن السابع (فلم)
الابن السابع  (بالإنجليزية: Seventh Son) هو فيلم ملحمي تم إنتاجه في كندا والصين وصدر في سنة 2015.

## القصة
تدور قصة الابن السابع في الأزمنة البعيدة، فالشر يوشك أن يشعل الحرب بين القوى الخارقة للطبيعة والبشر مرة أخرى، من خلال ماستر جريجورى أو “جيف بريدجز”، آخر فرسان الصقر، والذي قام بسجن الساحرة القوية الحاقدة الأم مالكين قبل سنوات عديدة، لكنها الآن هربت وتسعى إلى الانتقام.

## وصلات خارجية
- مقالات تستعمل روابط فنية بلا صلة مع ويكي بيانات